# Statens Filmcentral
Statens Filmcentral war ein dänischer, staatlicher Filmverleih, vor allem von Kurz- und Dokumentarfilmen für den Bildungssektor. Er wurde 1939 gegründet und 1997 geschlossen.
Zunächst war vom damaligen Justizminister Carl Theodor Zahle ein monopolistischer staatlicher Filmverleih vorgesehen. Doch wurde diese Idee aus dem Jahr 1933 mit der Verabschiedung eines Kino- und Filmgesetzes 1938 unter dem folgenden Justizminister Karl Kristian Steincke aufgegeben und stattdessen ein Filmverleih zu Bildungszwecken angestrebt. Die am 1. Januar 1939 eröffnete Institution sollte die Kurz- und Dokumentarfilme des Dansk Kulturfilm sowie der Ministeriernes Filmudvalg verleihen als auch deren importierte Filme.
Aufgrund des neuen Filmgesetzes von 1997 wurden Statens Filmcentral, Det Danske Filmmuseum und Det Danske Filminstitut unter dem Namen des letztgenannten zusammengelegt.

## Leiter
- 1939–1945: Thomas P. Hejle
- 1946–1957: Ebbe Neergaard
- 1958–1961: Erik Hauerslev
- 1962–1967: Werner Pedersen
- 1967–1989: Axel Jepsen
- 1989–1997: Else Relster